# Bob Sweikert
Robert Charles "Bob" Sweikert, född 20 maj 1926 i Los Angeles, död 17 juni 1956 i Salem i Indiana, var en amerikansk racerförare.

## Racingkarriär
Sweikert vann Indianapolis 500 1955. Han omkom året efter i en krasch med en sprintcar på Salem Speedway.